# Mikalai Sharlap
Mikalai Sharlap, né le 30 mars 1994, est un rameur biélorusse.

## Palmarès

### Championnats d'Europe
- 2015, à Poznań ( Pologne)
  -  Médaille de bronze en Quatre de pointe